# Předseda vlády Ruska
Předseda vlády Ruské federace (rusky: Председатель Правительства Российской Федерации) je hlavou vlády Ruska. Přestože tato funkce má kořeny sahající do roku 1905, její současná podoba vznikla 12. prosince 1993 po zavedení nové ústavy. Vzhledem k ústřední roli prezidenta Ruska v politickém systému je předseda vlády spíš vedlejší figurou výkonné moci. Prezident předsedu vlády jmenuje a odvolává dle svého uvážení, prezident může řídit schůze kabinetu a dávat předsedovi vlády a dalším členům vlády závazné příkazy, prezident může rovněž odvolat jakýkoli akt vlády. Historicky hrál předseda vlády největší roli v ruských dějinách v letech 1905-1917. Premiéři jako Pjotr Stolypin nebo Alexandr Kerenskij byli nejvlivnějšími ruskými politiky své doby.
Od roku 2020 je ruským předsedou vlády Michail Mišustin.